# Joseph Sprißler
Joseph Sprißler (* 6. März 1795 in Inneringen; † 17. Juni 1879 in Stetten bei Hechingen) war ein katholischer Geistlicher und Abgeordneter der Frankfurter Nationalversammlung.

## Leben
Sprißler war der Sohn eines erst Halbbauers, dann ab 1814 Halbpfründners in Inneringen auf der Schwäbischen Alb.
Von 1812 bis 1818 studierte Sprißler Katholische Theologie in Konstanz, Luzern und Meersburg, 1818 erfolgte die Priesterweihe. Das Amt des Pfarrers übte er von 1819 bis zum November 1849 aus und führte ihn zuerst nach Betra, 1821 nach Veringenstadt und schließlich 1834 nach Empfingen.
1830 wurde ein Untersuchungsverfahren wegen „führender Teilnahme an der Bewegung für die Einführung einer freisinnigen Verfassung in Hohenzollern-Sigmaringen“ gegen Sprißler eingeleitet, welches jedoch mit einem Freispruch endete. 1832 wurden zwei Disziplinarverfahren gegen ihn geführt.

Friedhof Heiligkreuz bei Hechingen: Die Grabsteine von Pfarrer Sprißler und Pfarrer Blumenstetter

Im Februar 1849 erfolgte die Amtssuspendierung durch das erzbischöfliche Ordinariat in Freiburg im Breisgau aufgrund seiner Tätigkeit als Abgeordneter im Frankfurter Parlament und seiner Trauerrede auf Robert Blum am 27. November 1848 in Sulz am Neckar. Später nahm er den Kirchendienst jedoch wieder auf.
Sprißler war auch als Mitarbeiter bei verschiedenen Zeitschriften tätig (z. B.: „Freymüthige Blätter für Deutsche“ u. a.). Während seiner Zeit als Abgeordneter der Frankfurter Nationalversammlung vom 18. Mai 1848 bis zum 11. September 1848 gehörte er keiner Fraktion an. Sein Nachfolger war Carl Otto Würth.
Er ist auf dem Hechinger Friedhof Heiligkreuz neben seinem Weggefährten und Freund Josef Blumenstetter beigesetzt. Die Grabmale gleichen sich wie Zwillinge und bedeuten dem Besucher, dass diese beiden Männer einander ein Leben lang wie Brüder waren. Auf dem Grabstein von Joseph Sprißler steht die Inschrift „Selig sind, die um der Gerechtigkeit willen Verfolgung leiden, denn ihrer ist das Himmelreich“.